# Örn Arnarson
Örn Arnarson (né à Reykjavik, le 31 août 1981), est un nageur islandais, spécialiste du dos crawlé.

## Biographie
Il participe à deux Jeux olympiques consécutifs, les premiers en 2000 où il échoue au pied du podium de l'épreuve du 200 m dos, en terminant à la 4e place.
Son 1er titre majeur, il l'obtient en 1998 en devenant champion d'Europe du 200 m dos, en petit bassin, à Sheffield. Il est à nouveau champion d'Europe de cette même discipline l'année suivante, en 2000 et en 2002, et également du 100 m dos deux années consécutives (1999 et 2000).
En 2001, il est vice-champion du monde du 100 m dos et médaillé de bronze du 200 m dos.

## Palmarès

### Championnats du monde de natation
- Championnats du monde de natation 2001 à Fukuoka  Japon
  -  Médaille d'argent du 100 m dos (54 s 75)
  -  Médaille de bronze du 200 m dos (1 min 58 s 37)

### Championnats d'Europe de natation en petit bassin
- Championnats d'Europe 1998 à Sheffield  Angleterre
  -  Médaille d'or du 200 m dos (1 min 55 s 16)
- Championnats d'Europe 1999 à Lisbonne  Portugal
  -  Médaille d'or du 100 m dos (53 s 13)
  -  Médaille d'or du 200 m dos (1 min 54 s 23)
- Championnats d'Europe 2000 à Valence  Espagne
  -  Médaille d'or du 100 m dos (52 s 28)
  -  Médaille d'or du 200 m dos (1 min 52 s 90)
  -  Médaille d'argent du 50 m dos (24 s 81)
- Championnats d'Europe 2002 à Riesa  Allemagne
  -  Médaille de bronze du 100 m dos (51 s 91)
  -  Médaille d'or du 200 m dos (1 min 54 s 00)
- Championnats d'Europe 2003 à Dublin  Irlande
  -  Médaille d'argent du 100 m dos (51 s 74)
- Championnats d'Europe 2006 à Helsinki  Finlande
  -  Médaille de bronze du 50 m papillon (23 s 55)

## Record
- Record d'Europe du 100 m dos, en petit bassin, avec un temps de 52 s 28 réalisé à Valence, le 17 décembre 2000, lors de la finale des Championnats d'Europe.